# پنیرباد
پنیرباد، مایه پنیر (نام علمی: Withania coagulans) نام یک گونه از سرده پنیرباد است. پنیرباد از گیاهان بومی منطقه بلوچستان در استان سیستان و بلوچستان در جنوب شرق ایران است. این بوته جزء پوشش گیاهی شهرستان‌های سراوان، ایرانشهر، خاش( ایرندگان)، سرباز، سیب و سوران، زابل  و حوالی زاهدان به ویژه در منطقه  اِسکل آباد به‌شمار می‌رود و در دشت و دامنه کوه به وفور می‌روید. برگ‌های این گیاه چرمی، سخت، نیزه‌ای و سبز رنگ و شاخه‌های این گیاه منشعب و سفید رنگ است. این بوته جنگلی در تمام فصول سال سبز است و در اوایل تابستان میوه‌های کروی و زرد رنگی آن می‌رسد. در برخی کتاب‌ها از این گیاه به نام 'ویتانیا' نیز یاد شده‌است.
این گیاه علاوه بر خواص دارویی، از خاک در برابر طوفان و فرسایش نیز محافظت می‌کند. بومیان منطقه از دیرباز از آن برای درست کردن پنیر محلی بهره می‌برده‌اند. بومیان پس از خشک شدن بذر یا میوه این گیاه آن را می‌کوبیدند و از پودر آن به سبب داشتن خاصیت انعقاد شیر به عنوان مایه پنیر استفاده می‌کردند.